# Маттіас Гей
Маттіас Гей (нім. Matthias Gey, нар. 7 липня 1960) — німецький фехтувальник на рапірах, дворазовий срібний (1984 та 1988 роки) призер Олімпійських ігор, триразовий чемпіон світу. 

## Виступи на Олімпіадах
| Олімпіада         | Дисципліна           | Місце |
| ----------------- | -------------------- | ----- |
| Лос-Анджелес 1984 | індивідуальна рапіра | 6     |
| Лос-Анджелес 1984 | командна рапіра      | 2     |
| Сеул 1988         | індивідуальна рапіра | 8     |
| Сеул 1988         | командна рапіра      | 2     |